# Gianconiglio
Gianconiglio è il protagonista dell'omonimo fumetto creato nel 1971 da Carlo Triberti (testi) e da Carlo Peroni (disegni) e apparso per la prima volta il 9 gennaio 1972 sul Corriere dei Piccoli.

## Il fumetto
Le storie sono ambientate nella cittadina di Belpelo, popolata da animali antropomorfi che fanno da spalla al coniglio azzurro: il pauroso cugino Leprotto, l'ingenuo Compare Orso, la bella Leprottina, la vecchia Zia Tartaruga, la miopissima Zia Orsa, il perennemente affamato Geremia Gatto. Non mancano i "cattivi": il Commendator Lupo, il Signor Volpe, Gigi Furetto. Gianconiglio, ripreso dal solo Peroni, è stato pubblicato anche all'estero con il nome di Sonny, riscuotendo particolare successo in Germania e in Giappone.
Sparito definitivamente dall'editoria italiana nel 1982, Gianconiglio fa una comparsa come cameo, nel 2008, in "Cavandoli!" un fumetto disegnato da 30 autori umoristici italiani in omaggio a Osvaldo Cavandoli e alla sua Linea pubblicato dalla rivista "The Artist".

## Caratteristiche del personaggio
Secondo le intenzioni di uno dei suoi creatori, Carlo Triberti, inizialmente Gianconiglio avrebbe dovuto chiamarsi “Giovanni il coniglietto”; poi, per compromesso, fu battezzato “Gianconiglio”Gianconiglio - IL PERSONAGGIO - PAGINA 1.
All'inizio di ogni avventura Gianconiglio si rivolgeva direttamente ai suoi piccoli lettori con un confidenziale “Ciao, bambini!” Questa trovata del disegnatore Carlo Peroni ha contribuito al successo del personaggio, in quanto i lettori si sentivano coinvolti nelle vicende narrate e non semplici spettatori.